# パリニ
パリニ（ギリシア語: Παλλήνη / ラテン文字表記：Pallini）はギリシャ・アッティカ地方の都市で、東アッティカ県の県都。
アテネ都市圏の東部で、アテネ中心地から14km東に位置する。